# 科沃村
科沃村，是西班牙阿拉贡自治区特鲁埃尔省的一个市镇。总面积54平方公里，总人口222人（2001年），人口密度4人/平方公里。